# Able Archer 83
Able Archer 83 (Arquero Capaz) fueron unos ejercicios militares de mando y control al mando de la OTAN, realizados desde el 2 al 11 de noviembre de 1983, en la zona de Europa Occidental, en la sede central del Cuartel Supremo de las Fuerzas Aliadas en Europa (SHAPE por sus siglas en inglés) situada en Casteau, al norte de la ciudad belga de Mons. El ejercicio simulaba un período en escala de conflicto, que culminó en lanzamientos nucleares coordinados. Se incorporó un nuevo y único formato de códigos de comunicación, los radios silenciosos; con la participación de los jefes de Estado se simuló el DEFCON 1 de alerta nuclear.
El carácter realista del ejercicio, junto al deterioro de las relaciones de los Estados Unidos y la Unión Soviética y con la llegada de los misiles nucleares Pershing II a Europa, llevó a los soviéticos a creer que Able Archer 83 era una verdadera amenaza de guerra, como un genuino primer golpe nuclear. De hecho a finales de noviembre de 1983 los estadounidenses iniciaron la instalación de los misiles Pershing II en Alemania Occidental. Estos preparativos estaban en conocimiento de la KGB y en respuesta los soviéticos pusieron a sus fuerzas nucleares y las unidades de aire situadas en la República Democrática Alemana y Polonia en estado de alerta. Este incidente relativamente oscuro es considerado por muchos historiadores el más cercano a una guerra nuclear mundial desde la Crisis de los misiles en Cuba de 1962. La amenaza de una guerra nuclear terminó abruptamente con la conclusión del ejercicio Able Archer 83 el 11 de noviembre.

## Ejercicios de la OTAN

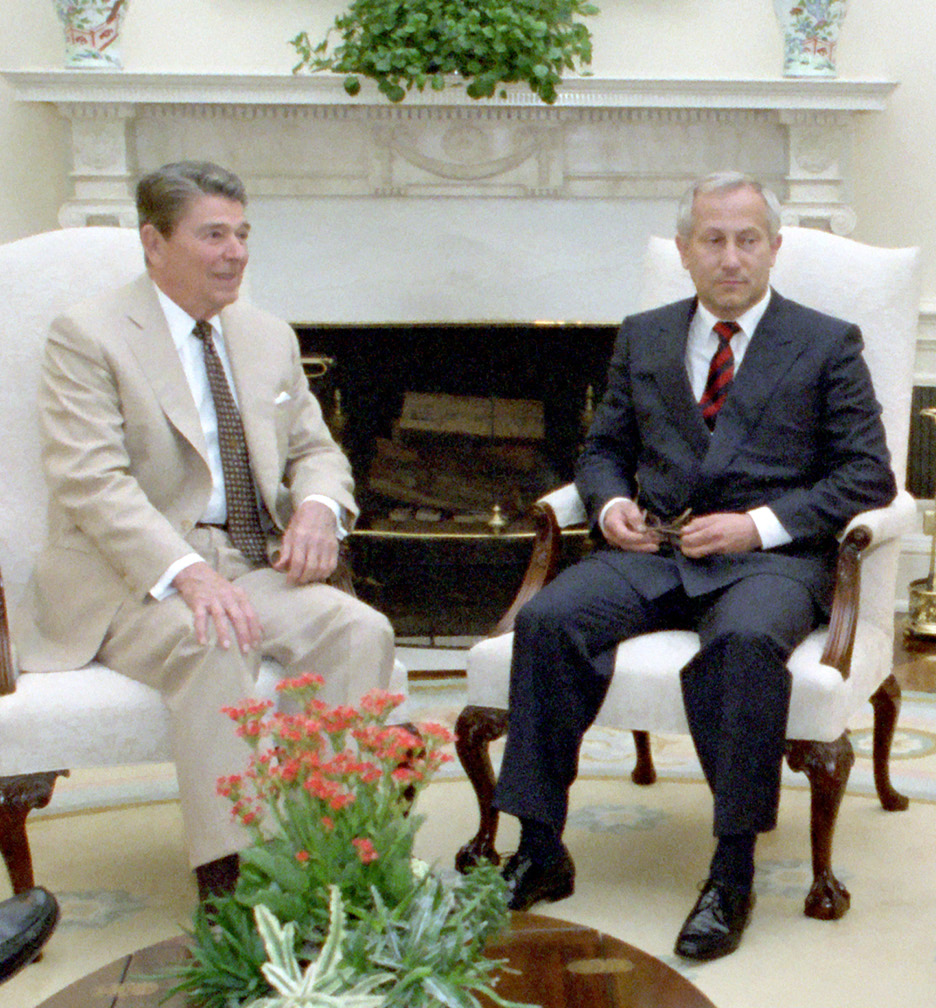
El presidente estadounidense Ronald Reagan y el agente doble soviético Oleg Gordievski

### Operación RYAN
El factor más importante conducente al incidente de Able Archer que casi desencadenó una guerra nuclear fueron unos sucesos que se produjeron más de dos años antes. En mayo de 1981 durante una serie de reuniones a puerta cerrada entre altos oficiales de la KGB y los dirigentes soviéticos, el Secretario General Leonid Brézhnev y el presidente de la KGB Yuri Andrópov declararon con convicción que los Estados Unidos estaban preparando en secreto un ataque nuclear contra la URSS. Para combatir esta amenaza, Andropov ordenó que la KGB y el GRU iniciasen la Operación RYAN. RYAN (РЯН) era un acrónimo ruso de "ataque con misiles nucleares" (Ракетное Ядерное Нападение); RYAN fue la operación más grande y ambiciosa de recopilación de datos de inteligencia en tiempos de paz de toda la historia soviética. Agentes en el extranjero se encargaron de vigilar a las personas que tenían potestad para decidir un ataque nuclear, así como al personal técnico y de servicio que montaría el ataque y las instalaciones desde las que se lanzaría dicho ataque. Con toda probabilidad, el objetivo de la Operación RYAN fue identificar las primeras fases de un ataque nuclear y a continuación abortarlo.

## Reacción soviética
Oleg Gordievski, agente doble, el oficial de mayor rango del KGB que jamás haya desertado, es la única fuente soviética que ha publicado algo al respecto del incidente Able Archer 83. Oleg Kalugin y Yuri Shvets, quienes fueron oficiales del KGB en 1983, publicaron tener conocimiento de la Operación RYAN, pero no mencionaron Able Archer 83.

## Libros
- Andrew, Christopher and Gordievsky, Oleg (1992). KGB: The Inside Story of Its Foreign Operations from Lenin to Gorbachev. Harpercollins.
- Andrew, Christopher and Gordievsky, Oleg, eds. (1993). Comrade Kryuchkov's Instructions: Top Secret Files on KGB Foreign Operations, 1975–1985. Stanford UP.
- Fischer, Benjamin B (1997). «A Cold War Conundrum». Center for the Study of Intelligence. Archivado desde el original el 14 de enero de 2009. Consultado el 8 de enero de 2008.
- Fischer, Beth A (2000). The Reagan Reversal Foreign Policy and the End of the Cold War. University of Missouri Press.